# Martinvelle
Martinvelle é uma comuna francesa na região administrativa do Grande Leste, no departamento de Vosges. Estende-se por uma área de 24.73 km². Em 2010 a comuna tinha 128 habitantes (densidade: 5,2 hab./km²).